# Улыколь (озеро, Мендыкаринский район)
Улыколь (каз. Құлыкөл) — озеро в Мендыкаринском районе Костанайской области Казахстана. Находится в 10 км к северу от села Татьяновка.
По данным топографической съёмки 1959 года, площадь поверхности озера составляет 1,69 км². Наибольшая длина озера — 1,9 км, наибольшая ширина — 1,2 км. Длина береговой линии составляет 5 км, развитие береговой линии — 1,08. Озеро расположено на высоте 125,4 м над уровнем моря.